# Capacete Mk IV

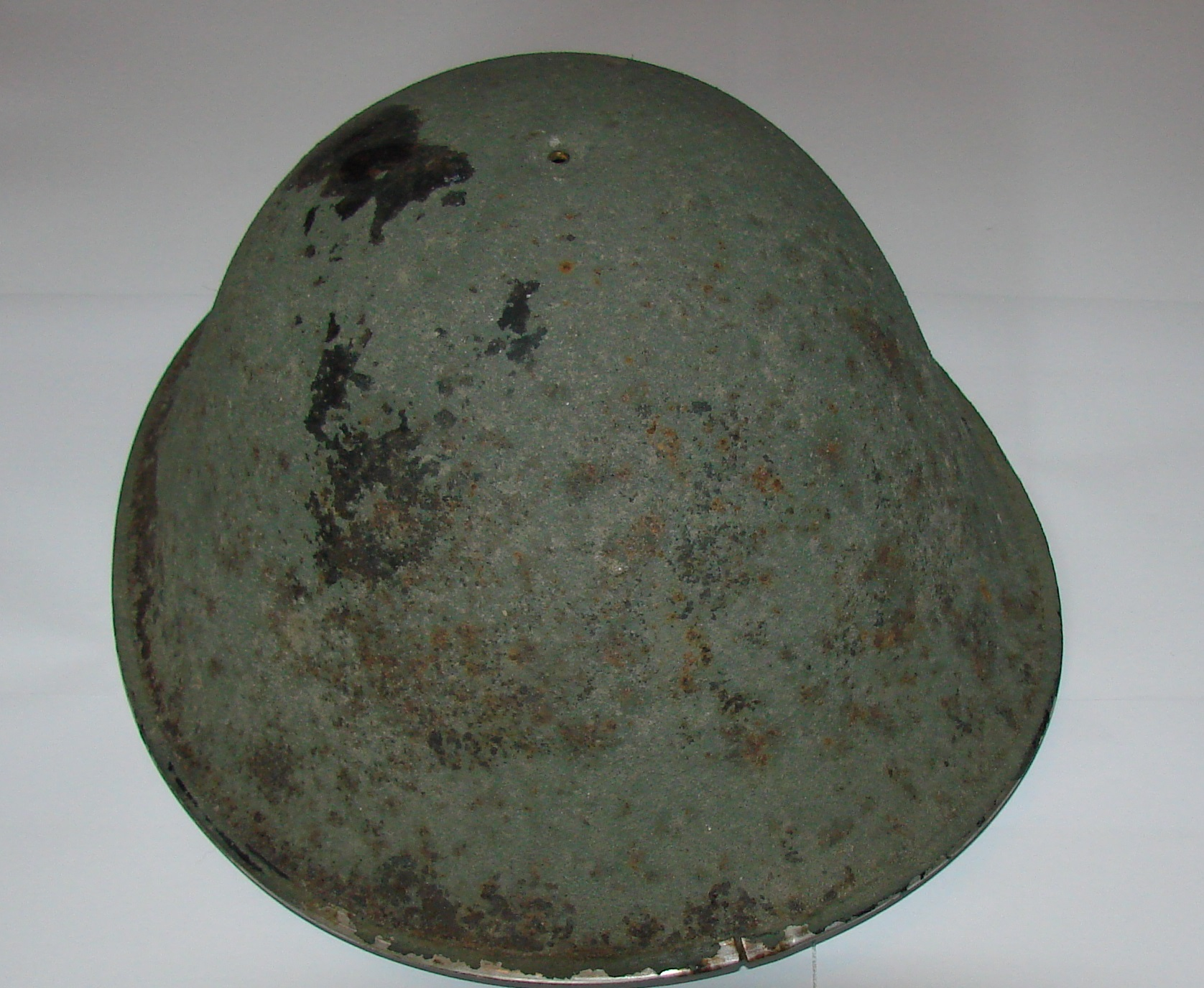
Fotografia de um capacete canadense Mk.IV chamado "tartaruga" que serviu durante a Segunda Guerra Mundial.

O Mk IV foi um capacete de combate usado pelo Exército Britânico nas décadas de 1950 a 1980.
Ele substituiu o capacete Mk III e se tornou o último capacete de metal do Exército Britânico quando foi substituído pelo capacete de material composto Mk 6 em 1985.